# Sarcoplasma
Het sarcoplasma is het cytoplasma van een spiervezel en is de vloeistof die de spierfibrillen omspoelt. 
Binnen het sarcoplasma bevinden zich vele duizenden mitochondria, die een grote hoeveelheid ATP genereren en zo zorgen voor de productie van energie. 
Het sarcoplasma wordt omgeven door het sarcolemma of myolemma, het plasmamembraan van een spiercel. Het sacroplasma is gevuld met myofibrillen. Enkel rond de celkern (nucleus) zijn er geen myofilamenten aanwezig. 